# Liquid dancing
Liquid dancing (conosciuta semplicemente come Liquid) è una danza interpretativa che attraverso i gesti crea l'illusione della liquidità dei movimenti, in alcuni casi tale danza contiene elementi tipici della pantomima. Il termine invoca la parola liquid per descrivere l'apparente liquidità dei movimenti del danzatore. Tale aspetto è legato soprattutto ai movimenti di braccia e mani in primo luogo, tuttavia i migliori danzatori del genere sono capaci di associare tale tipo di movimento a tutte le parti del corpo. La liquid dancing ha al suo interno una vasta gamma di movimenti simili al popping, nato negli anni 1980 dalle danze b-boy e funk.

## Origini
Le sue origini spontanee e la sua propagazione attraverso la cultura rave avvennero durante gli anni ottanta e novanta, anche se è difficile stabilire esattamente la data di nascita, tracce di tale danza si possono ritrovare andando a ritroso nel tempo anche all'inizio degli anni '70, mentre altri esperti affermano che la danza è nata combinando elementi della cultura rave, mentre altri ancora sostengono è solo una estensione di elementi già presenti in altre forme d'arte. Va notato che una grossa fetta di questi artisti (Funk Stylists, Glowstickers Contact Jugglers, Mimes, & The Unknown) frequentarono regolarmente i rave per tutti gli anni '80 e '90. In seguito al declino dell'originale scena rave, la Liquid è diventata parte integrante della club culture mondiale, e il movimento underground delle street dance.
B-boy e funk stilisti generalmente sostengono che la danza è uno sviluppo del waving, una tecnica del popping. Liquid dancing copre infatti molti degli stessi elementi fondamentali di tale danza ed è molto comune per i danzatori combinare gli stili, rendendo molto sfocato il confine tra popping e liquid. La differenza definitiva si concentra sui movimenti maggiormente lisci, fluidi, mentre il popping è caratterizzato dai "pops" (schiocchi) e contrazioni repentine.